# Dendrilla
Dendrilla is een geslacht van sponsdieren uit de klasse van de Demospongiae (gewone sponzen).

## Soorten
- Dendrilla acantha Vacelet, 1958
- Dendrilla antarctica Topsent, 1905
- Dendrilla cactos (Selenka, 1867)
- Dendrilla cactus sensu Bergquist, 1961
- Dendrilla camera (de Laubenfels, 1936)
- Dendrilla cirsioides Topsent, 1893
- Dendrilla cruor (Carter, 1886)
- Dendrilla lacunosa Hentschel, 1912
- Dendrilla lendenfeldi Hentschel, 1912
- Dendrilla membranosa (Pallas, 1766)
- Dendrilla mertoni Hentschel, 1912
- Dendrilla rosea Lendenfeld, 1883